# طوم رينولدز (سياسي)
طوم رينولدز (بالإنجليزية: Tom Reynolds)‏ هو سياسي أسترالي، ولد في 19 ديسمبر 1936. انتخب عضو الجمعية التشريعية فيكتوريا عن دائرة غيسبورن ‏ (5 مايو 1979 – 17 سبتمبر 1999).